# Bătălia de la Bizani
Bătălia de la Bizani (în greacă Μάχη του Μπιζανίου, în turcă Bizani Muharebesi) a avut loc în regiunea Epir (Epirus) la 4–6 martie [S.V. 19–21 februarie] 1913. Lupta a avut loc între forțele grecești și otomane în ultimele etape ale primului război balcanic și a avut loc în jurul fortului din Bizani, la marginea capitalei provinciei Epir, orașul Ioannina, cel mai mare oraș din regiune. 
La izbucnirea războiului, armata greacă de pe frontul din provincia Epir nu a avut suficienți soldați ca să declanșeze o ofensivă împotriva pozițiilor germane defensive de la Bizani. Cu toate acestea, după încheierea campaniei din Macedonia, un mare număr de trupe grecești au fost redistribuite în Epir, unde însuși regele Constantin I a preluat conducerea. În bătălia care a urmat pozițiile otomane au fost străpunse și orașul Ioannina a fost cucerit. Cu toate că avut un avantaj numeric ușor, acest lucru nu a fost factorul decisiv al victoriei grecești. Mai degrabă, o „planificare operațională solidă” a grecilor a fost esențială, deoarece i-a ajutat să implementeze un atac bine coordonat și bine executat, care nu a lăsat timp forțelor otomane să reacționeze.

## Context
Întrucât principalul efort de război al Greciei a fost inițial îndreptat către Macedonia, pe frontul din Epir, armata greacă a fost depășită numeric de Corpul Otoman Yanya la izbucnirea ostilităților în octombrie 1912. După oprirea atacului inițial al comandantului otoman Esat Pașa la Gribovo, grecii au reușit să elibereze Preveza (21 octombrie) și să împingă frontul în nord spre Ioannina, respingând un atac otoman la Pente Pigadia (Beshpinar). Pe 5 noiembrie, o mică forță din Corfu a făcut o aterizare și a capturat zona de coastă a Himariei fără să se confrunte cu o rezistență semnificativă, iar la 20 decembrie trupele grecești și-au îmbunătățit pozițiile în Epir și au intrat în Korçë, la nord de Ioannina, ultimul traseu de aprovizionare și amenințând astfel flancul de nord-est al orașului.

## Preludiu
Topografia naturală, la sud de Ioannina, a oferit otomanilor oportunități excepționale de apărare. În plus, forțele otomane și-au consolidat pozițiile cu fortificații puternice, construite sub conducerea generalului german Rüdiger von der Goltz. Acestea erau dotate cu artilerie, buncăre din beton, tranșee, sârmă ghimpată, proiectoare și cuiburi de mitralieră. Rețeaua de apărare de la Ioannina a inclus 2 forturi principale, cele din Bizani și Kastritsa, care păzeau principalele căi de acces dinspre sud, împreună cu cinci forturi mai mici într-un inel din jurul orașului, care păzeau principalele căi de acces vestice și nord-vestice. Forturile erau bine întărite cu artilerie, totalizând aproximativ 102 de piese (majoritatea de 87 de mm).  În decembrie 1912, ambele părți au fost întărite: turcii au primit o parte din Armata Vardar, care s-a retras după bătălia de la Monastir, ajungând ca forțele lor să fie de aproximativ 35.000, în timp ce grecii au adus și Divizia a 2-a din Macedonia și un număr de regimente de voluntari, ajungând ca forțele lor să fie de 25.000 de bărbați. Grecii au declanșat un prim atac asupra zonei fortificate pe 14 decembrie. Otomanii au reușit să-l respingă printr-o serie de acțiuni până la 22 decembrie și chiar au câștigat teren, dar cu prețul a numeroase victime, ceea ce a făcut ca numărul lor total să scadă la aproximativ 26.000 de bărbați.

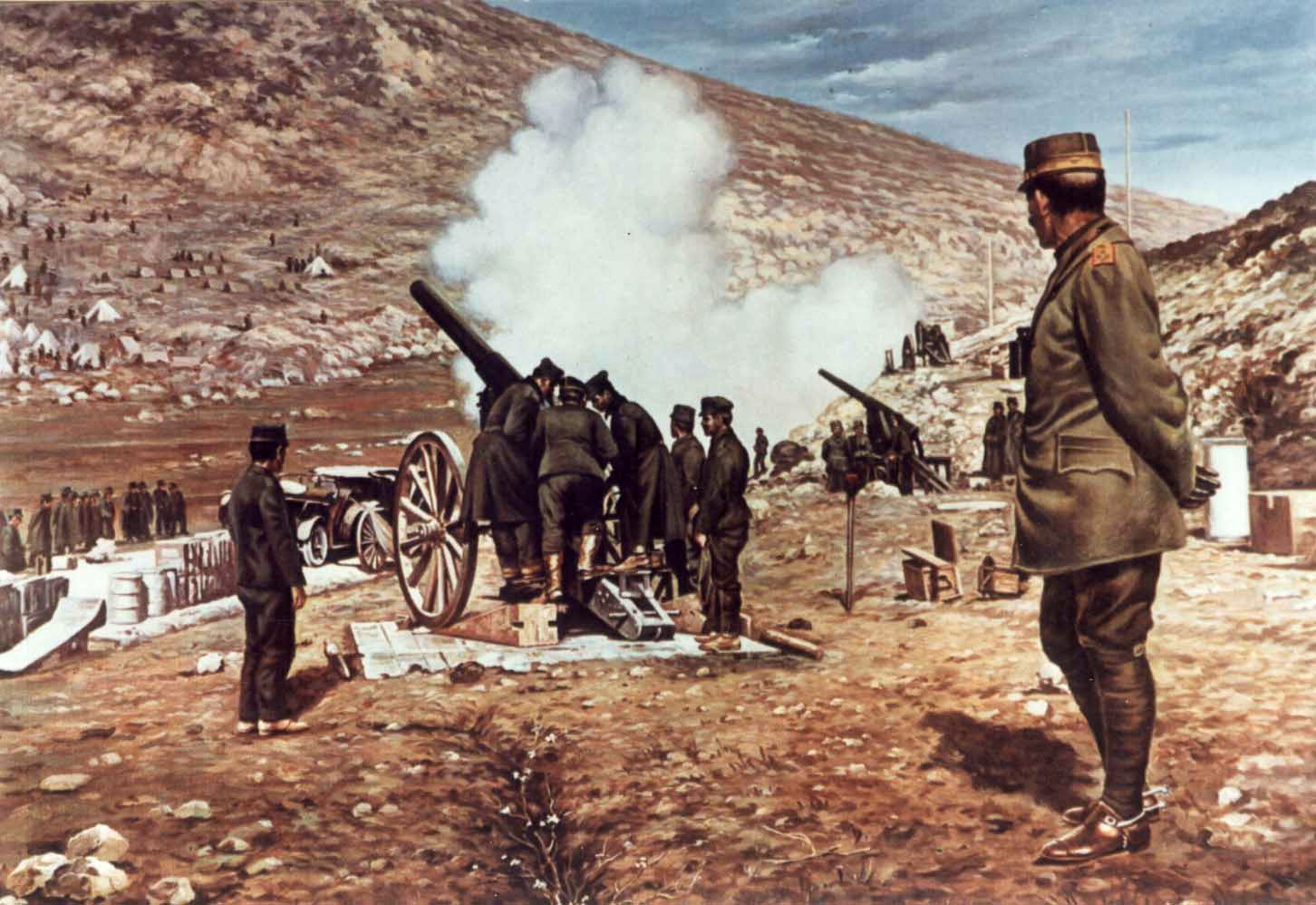
Prințul Constantin I urmărind bombardamentul cu tunuri grele asupra fortăreței Bizani, ilustrație de Georges Scott

Odată cu finalizarea operațiunilor din Macedonia, înaltul comandament grec și-a îndreptat atenția spre Epir. Trei divizii au fost transferate în teatrul de operațiuni, ridicând totalul trupelor grecești până la cca. 40.000, împreună cu 80 de piese de artilerie (printre care 12 tunuri grele de 105 mm și de 155 mm) și șase aeronave. Pe de altă parte, un număr suplimentar de soldați otomani, care se retrăgeau de pe frontul macedonean, au întărit apărătorii. De-a lungul perioadei, asediul a avut loc în mod continuu, cu dueluri de artilerie, atacuri ale paramilitarilor albanezi asupra liniilor de aprovizionare grecești și misiuni de recunoaștere și bombardament în oraș efectuate de către avioane grecești. În același timp, greutățile iernii au afectat moralul ambelor părți. Comandantul grec al Epirului, generalul Konstantinos Sapountzakis, a lansat un nou atac frontal pe 20 ianuarie. Deși a câștigat teren, împingând apărătorii otomani înapoi în fortul Bizani, rata mare a victimelor și vremea foarte grea au dus la suspendarea operațiunii câteva zile mai târziu.
În timpul pregătirilor, o unitate mixtă care a inclus femei locale a protejat flancul stâng al armatei grecești, împotriva unui posibil atac al grupurilor otomane care se aflau în Paramythia. Mai mult, grupuri formate din femei locale au sprijinit partea greacă în mai multe moduri, în special la transportul de arme, alimente, haine și alte bunuri importante. În anumite ocazii, femeile au participat activ și la conflictele armate împotriva forțelor otomane, unele dintre ele fiind distinse pe câmpul de luptă, precum Maria Nastouli, care a ajuns la rangul de căpitan.

## Bătălia

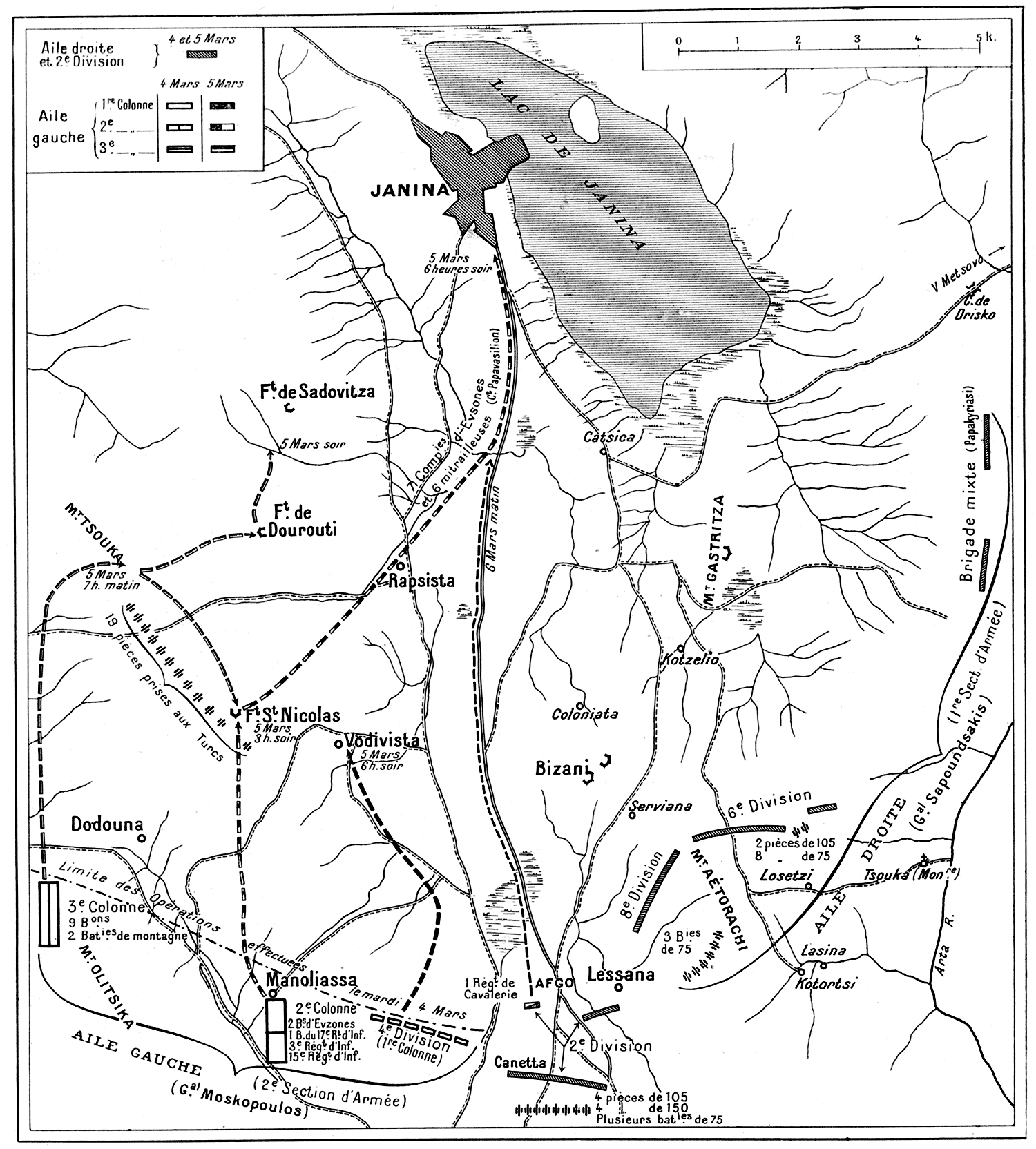
Planul mișcărilor de trupe grecești care a condus la căderea orașului Ioannina.

După acest nou eșec, Sapountzakis a fost eliberat din funcția sa de conducerea și a fost înlocuit de prințul încoronat Constantin I. Constantin a continuat să-și mărească cu atenție forțele, aducând mai mulți bărbați și alte piese de artilerie. Prințul a formulat un nou plan, prin care armata sa ar fi atacat Bizani dinspre sud-est, în timp ce efortul principal ar fi, de fapt, îndreptat spre flancul sud-vestic al zonei fortificate.
Artileria greacă a început să lanseze un bombardament pregătitor pe 4 martie, continuând pe parcursul zilei. Se estimează că grecii au tras 150 de runde în acest bombardament, în timp ce contra-focul otoman a fost împiedicat de lipsa muniției.  Asaltul a fost lansat pe 5 martie [S.V. 20 februarie] 1913, cu trei divizii de infanterie grecești - Diviziile 4, 6 și 8 Infanterie - concentrându-se împotriva sectoarelor de est și de vest ale perimetrului defensiv. În același timp, brigada Metsovon a lansat un atac diversionist din partea de nord. Primele unități grecești, cu sprijinul artileriei grele, au trecut linia defensivă din sectorul Tsouka dimineața, iar în orele următoare apărarea otomană a fost străpunsă în cinci locuri. Ca urmare, unitățile otomane defensive de la Tsouka până la Manoliasa s-au retras imediat în Ioannina pentru a evita încercuirea. Mai mult, întrucât aceste pătrunderi din diferite părți amenința să prăbușească întregul perimetru defensiv și să-i taie legăturile cu eșaloanele din față, Esat Pașa a fost forțat să țină pe loc trupele de rezervă și să le implice într-un rol defensiv. Începând cu ora 18, regimentul grec Evzone, împreună cu Batalionul 9, comandat de maiorul Ioannis Velissariou, au intrat în satul Agios Ioannis, la periferia sudică a Ioanninei.

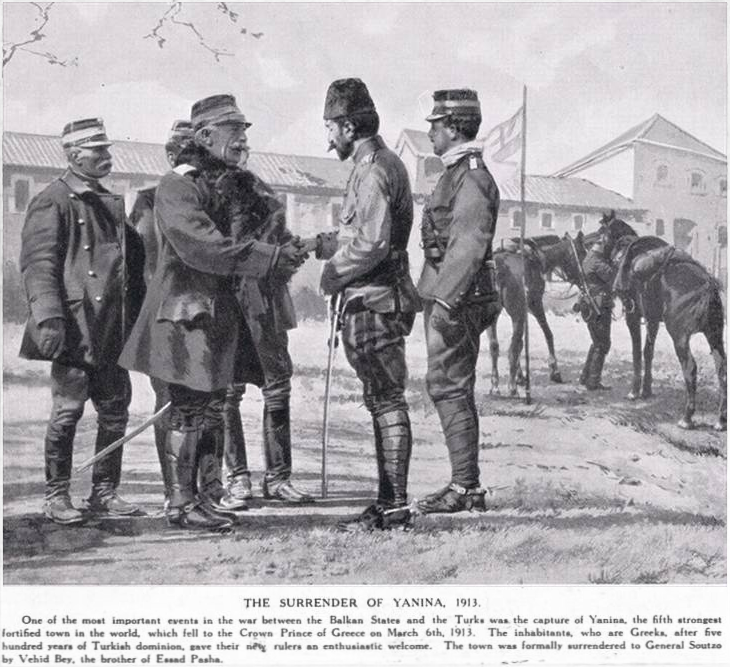
Capitularea orașului Ioannina de Wehib Pașa, ilustrație de Richard Caton Woodville Jr.

Ca o consecință a avansului grec, forturile Bizani și Kastritsa au fost izolate până la ora 16 de restul armatei otomane și de sediul lor central din Ioannina. Odată cu căderea nopții, forturile au încetat focul, iar garnizoanele au abandonat pozițiile, încercând să scape prin încercuirea grecească, destul de rarefiată, spre Ioannina. În încercarea lor de a se retrage spre Ioannina, un număr semnificativ de trupe otomane, în total 35 de ofițeri și 935 de soldați, au fost prinși de unitățile grecești situate la periferia sudică a orașului.  Mai multe poziții otomane au capitulat a doua zi dimineața, deși Bizani și Kastritsa au continuat să reziste până la predare.  Între timp, Esat Pașa și-a dat seama că lupta a fost pierdută și a încercat să evacueze cât mai multe trupe și răniți spre nord. În timp ce grecii au continuat avansul, el a contactat consulatele străine din oraș  pentru a căuta ajutor în negocierea unei predări. La ora 23:00, la 6 martie [S.V. 21 februarie] 1913, el a fost de acord cu predarea necondiționată a orașului Ioannina și a garnizoanei otomane în mâinile grecilor. În ziua următoare, forțele grecești aflate sub conducerea Prințului Constantin I au efectuat o paradă pe străzile orașului.  Pe de altă parte, Esat Pașa la sosirea sa în Turcia a fost salutat ca erou național.

### Războiul aerian
Forțele grecești au folosit o flotă mică de șase aeronave, care a constat în principal din biplanele Maurice Farman MF.7, în timpul operațiunilor. Au folosit un aeroport de lângă Nicopolis și au efectuat mai multe misiuni de recunoaștere și bombardare care au avut un efect considerabil. Printre aviatori au fost Dimitrios Kamperos, Michael Moutoussis și Christos Adamidis, care zburau deasupra sectoarelor Bizani și Ioannina la o înălțime de 1.600–2.300 metri (5.200–7.500 ft). În numeroase rânduri, trupele otomane, după ce și-au revenit din confuzia inițială, au încercat să doboare aeronavele cu pușcașii lor, dar cu puțin succes. Cu toate acestea, N. de Sackoff, un pilot rus care a zburat de partea grecilor, a fost primul pilot doborât vreodată în luptă, atunci când biplanul său a fost lovit cu arme de foc de la sol. Apoi Sackoff a coborât lângă Preveza, și-a reparat avionul și și-a reluat zborul către baza sa. În ziua când Ioannina a intrat sub control grec, Adamidis, și el un rezident al orașului, și-a aterizat avionul în piața centrală a orașului  fiind adulat de o mulțime entuziasmată.

## Urmări

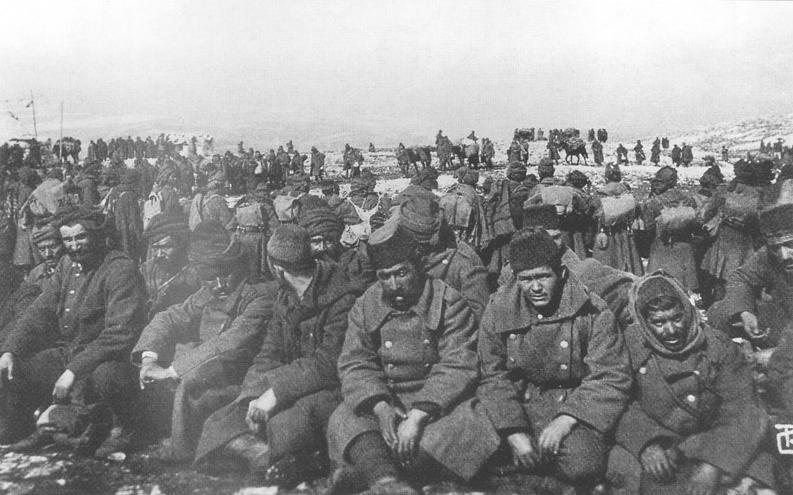
Prizonieri de război otomani. După luptă, armata greacă a capturat cca. 8.600 de prizonieri.

În timpul bătăliei, au murit 2.800 de otomani, în timp ce grecii au suferit pierderi mult mai ușoare, cu 500 de morți și răniți. Grecii au capturat, de asemenea, aproximativ 8.600 de deținuți, în timp ce restul garnizoanei otomane a reușit să se retragă în Albania. Grecii au capturat, de asemenea, 108 de piese de artilerie și cantități mari de materiale. La 16 martie [S.V. 3 martie] 1913 forțele grecești au intrat în Gjirokastër și Delvinë și au cucerit Tepelenë a doua zi. La sfârșitul războiului au ajuns la o linie care se întindea de la munții Ceraunian (mai sus Himara), pe coasta Mării Ionice până la Lacul Prespa la est. Succesul de pe frontul din Epir a permis comandamentului central grec să transfere o parte a armatei la Salonic, pregătindu-se astfel pentru o confruntare împotriva bulgarilor.
Având în vedere opoziția puternic înrădăcinată cu care s-a confruntat armata greacă, istoricul Richard Hall citează bătălia de la Bizani și căderea orașului Ioannina drept cea mai mare realizare militară a Greciei în primul război balcanic. Superioritatea numerică nu a fost un factor decisiv pentru greci în timpul atacului final. În schimb, modul în care și-au planificat operațiunile a condus la un atac bine coordonat și executat, care nu a permis părții otomane să reacționeze la timp. Predarea Ioanninei a asigurat controlul grec al Epirului de sud și asupra coastei Ionice. În același timp, i-au fost refuzate noului stat albanez pretențiile pentru a crea un avanpost în sud comparabil cu cel nordic de la Shkodër (a se vedea și Guvernul provizoriu al Albaniei).
Rezultat:
Bătălia de la Bizani s-a încheiat cu o victorie decisivă a Greciei. În urma acestei înfrângeri, garnizoana otomană din Ioannina a capitulat, iar orașul a fost cucerit de greci. Această victorie a fost crucială pentru Grecia în Primul Război Balcanic, asigurând controlul asupra Epirului și contribuind la înfrângerea Imperiului Otoman în acest conflict.

## Legături externe
- Απελευθέρωση Ιωαννίνων – Ιστορικό Αφιέρωμα (în greacă). Hellenic National Defence General Staff. Arhivat din original la 18 martie 2012. Accesat în 30 mai 2012.